# 伊恩·菲尔斯
伊恩·菲尔斯是一位英国能源学家和科普作家，爱丁堡皇家学会和皇家工程院院士，纽卡斯尔大学榮譽退休教授，1993年获伦敦皇家学会迈克尔·法拉第奖。